# Fartlek
Fartlek är en löpträning där löparen springer en sträcka i varierande fart, från jogg till 80-90 % av max. Tanken är att löparen själv utifrån sin egen känsla, lust och naturens skiftningar bestämmer hur fort den springer de olika delavsnitten av en sträcka. Vanligtvis blir den totala distansen 5 till 10 km. Fartlek är ett utmärkt sätt att kombinera löpglädje med den träningseffekt man vill uppnå. Fartlek kan således ha olika syften och beroende på vilka löphastigheter och löpsträckor som väljs tränas aerob uthållighet, tröskelträning eller VOMax. Fartlek kan även användas i återhämtningssyfte.
Träningsformen utvecklades på 1930-talet av Gösta Holmér.
Ordet är från början svenskt, men har lånats av flera andra språk. Det förekommer i en del engelskspråkiga vitsar på grund av att "fart" på engelska betyder "fis".